# Escuela Nacional Preparatoria (Mexiko)
Die Escuela Nacional Preparatoria (ENP) wurde am 1. Februar 1868 auf Weisung des mexikanischen Präsidenten gegründet und ist die „Nationale Vorbereitungsschule“ zur Erlangung der Hochschulzugangsberechtigung. Die ENP ist eine der Schulen der Universidad Nacional Autónoma de México (UNAM). Das Motto der Schule lautet Amor, Orden y Progreso (deutsch: „Liebe, Ordnung und Fortschritt“).

## Lage
Die Generaldirektion befindet sich im ehemaligen Gebäude des Colegio de San Ildefonso im historischen Zentrum (Centro Histórico) von Mexiko-Stadt und hat insgesamt neun Außenstellen in Mexiko-Stadt, alle benannt nach bekannten Persönlichkeiten:
- 1 „Gabino Barreda“,
- 2 „Erasmo Castellanos Quinto“,
- 3 „Justo Sierra“,
- 4 „Vidal Castañeda y Nájera“,
- 5 „José Vasconcelos“,
- 6 „Antonio Caso“,
- 7 „Ezequiel A. Chávez“,
- 8 „Miguel E. Schulz“ und
- 9 „Pedro de Alba“.

## Schulausbildung
Insgesamt werden zwei Schulzweige angeboten. Der Zweig 1 mit Zielrichtung Universität und einer Ausbildungsdauer von drei Jahren wird nur in der Außenstelle 2 „Erasmo Castellanos Quinto“ angeboten. Die Ausbildung zur Erlangung des Bachilleratos am Zweig 2 dauert ebenfalls drei Jahre und wird in allen neun Außenstellen durchgeführt. Hierbei werden vier Ausbildungsschwerpunkte unterschieden: „Physik, Mathematik und Ingenieurwesen“, „Biologie- und Gesundheitswissenschaften“, „Sozialwissenschaften“ sowie „Geisteswissenschaften und Künste“.
Die ENP führt regelmäßig Schüleraustauschprogramme durch, insbesondere mit den Vereinigten Staaten.

## Kammerorchester der ENP
1972 wurde von Uberto Zanolli das Sinfonieorchester der ENP gegründet, das aktuell von Luis Samuel Saloma geleitet wird.

## Generaldirektoren der ENP
- Gabino Barreda (1868–1878)
- Miguel E. Schultz (1904–1905) (* 1851; † 1922), mexikanischer Architekt und Bildhauer
- José Vasconcelos Calderón (1919) (José Vasconcelos Calderón; * 1882; † 1959), mexikanischer Politiker, Schriftsteller und Philosoph
- Ezequiel A. Chávez (1920–1921) (Ezequiel Adeodato Chávez Lavista; * 1868; † 1946), mexikanischer Jurist
- Alfonso Caso Andrade (1928–1930) (Alfonso Caso y Andrade; * 1896; † 1970), mexikanischer Archäologe
- Moisés Hurtado González (1970)
- Guadalupe Gorostieta y Cadena (1982–1986)
- Ernesto Schettino Maimone (1986–1994)
- José Luis Balmaceda Becerra (1994–1998)
- Héctor Enrique Herrera León y Vélez (1998–2006)
- María de Lourdes Sánchez Obregón (seit 2006)